# Madarski konjenik
Madarski konjenik ali Madarski jezdec (bolgarsko Мадарски конник, Madarski konnik) je velik zgodnjesrednjeveški skalni relief, vklesan pri vasi Madara na Madarski planoti vzhodno od Šumena v severovzhodni Bolgariji. Spomenik je datiran v zelo pozno 7. stoletje,  pogosteje pa v zelo zgodnje 8. stoletje med vladavino bolgarskega kana Tervela. Spomenik so leta 1979 uvrstili na Unescov seznam svetovne kulturne dediščine. 

## Opis
Relief konjenika je vklesan 23 metrov visoko v skoraj navpični 100 metrov visoki steni. Je skoraj naravne velikosti Obrnjen je v desno in s kopjem  meri na leva, ležečega ob konjevih nogah. Za njim teče pes. Konjenikov svetniški sij, oblačila in ptič pred konjenikovim obrazom so zaradi erozije in slabega stanja spomenika komaj prepoznavni. Relief je podoben slikam z ogljem, ki so jih odkrili v Saltovu, Souleku, Pliski in Velikem Preslavu.

### Izročilo
Pomen in simbolika ter kamnoseška tradicija in kulturno ozadje Madarskega konjenika niso znani. Nastanek reliefa se običajno povezuje z etnogenezo Bolgarov, polnomadskega ljudstva konjenikov vojščakov iz evrazijskih step. Drugi vidijo v konjeniku podobnost s sasanidsko tradicijo skalnih reliefov. Junaški konjenik je pogosta oseba tudi v turško-altajski in alanski mitologiji. Ena od hipotez domneva, da konjenik pooseblja ali je povezan z bolgarskim božanstvom Tangro, Vladimir Toporov pa ga povezuje z iranskim božanstvom Mitro. Povezuje se ga tudi z iransko-turško mitologijo, obstaja pa tudi zelo enostavna razlaga, da predstavlja bolgarskega kana Tervela (701-718).  Domnevo, da predstavlja kana Kruma (802-814), so ovrgli.
Nekateri v njem vidijo tračanskega konjenika ali božanstvo, ki je kot konjenik pogosto upodobljeno v paleobalkanski mitologiji. Konjenik je običajno pokrit, jezdi iskrega konja in v desni roki drži kopje. S kopjem pogosto ubija zver, včasih pa je prikazan brez kopja. Konstantin Josef Jireček in Karel Škorpil sta ugotovila razlike v ikonografskih podrobnostih in povezavah z živalmi, v njih ni psa, zato se je ta domneva postopoma opustila.. Relief verjetno vsebuje elemente tako avtohtonih tračanskih kot novodošlih bolgarskih kulturnih izročil. Monumentalna velikost, ikonografija in podrobnosti (streme, svetniški sij, okroglo pokrivalo, ptič in druge) so na splošno del bolgarskega izročila, obrnjenost v desno in lev pa del tračanskega kulturnega izročila.

### Arheologija
V letih 1924-1935 so približno 250 metrov severno od podnožja reliefa odkrili ostanke kompleksa, ki bi lahko bil pogansko svetišče (triladijska cerkev), in ostanke pravokotne zgradbe, ki bi lahko bila vladarjevo zasebno bivališče, v katerem je vladar opravljal obrede, povezane s Tangro. Na najdišču so odkrili tudi poškodovan napis kana Omurtaga, ki omenja boga Tangro.
Kompleks se običajno datira v drugo četrtino 9. stoletja, ker je bila lončenina, odkrita v 1970. letih, iz 8. do 10. stoletja. Nekateri zgodovinarji trdijo, da so bile najstarejše gradbe zgrajene po spreobrnitvi v krščanstvo. Če je to res, sta bila poganski tempelj, se pravi cerkev in objekt ob njej, zgrajena na temeljih zgodnje bizantinske bazilike. Zahodno od zgradbe so odkrili krščanski grob z zlatom okrašenim pasom iz obdobja okrog leta 900.
V 20. stoletju so nekaj več kot tri kilometre severovzhodno odkrili še eno skupino zgradb. Med njimi je bazilika iz 5. ali 6. stoletja s pravokotno notranjo zgradbo, za katero nekateri domnevajo, da je bila poganski tempelj. Za takšno trditev ni nobenega trdnega dokaza.

## Napisi
Okrog konjenika so v steno vklesani trije delno ohranjeni napisi v srednjeveški grščini. V njih so pomembni podatki za zgodovino Bolgarov v tistem času. Najstarejši je delo carja Tervela (vladal 701-718), na podlagi katerega se je sklepalo, da je bil relief izklesan med njegovo vladavino ali neposredno po naselitvi Bolgarov leta 680-681.   Drugi napis je povezan s kanoma Krumom (vladal 802-814) in Omurtagom (vladal 814–831), ki sta ga verjetno dala vklesati. 

#### Prvi napis[3]
Cesar Justinijan je sklenil pogodbo […]  Bolgari […] in prišel k Tervelu. Moji strici v Solunu niso zaupali cesarju z odrezanim nosom in so se vrnili v Kisinije [...] eden od njegovih  [...] Vladar Tervel je sklenil pogodbo in dal cesarju pet tisoč [...] z mojo pomočjo je cesar dosegel lepo zmago. 

#### Drugi napis[3]
[...] zlatnikov. Je dal osemnajst  [...] zlatnikov vladar  [...] vojaki [...] vladar [...] Grki  (Bizantinci) [...] kar sem ti dal, ti bom dal vsako leto in cesar je vladarju poslal  [...] in vprašal vladarja Kruma  [...] vladar [...] je razdelil zlato  [...] je začel [...] ga je dal od [...] vladar Krum je dal [...] tisto morje  [...] si naredil  [...] vladar [...] vojna, s katero sta prekinila pogodbo  [...] vojna  [...] potem [...] ime [...]

#### Tretji napis[26]
[...] bil je postavljen  [...] odtrgan in  Omurtag, vladar, poslan od boga  […]  pomagal meni   […] 

#### Četrti napis[27]
Kanasubigi Omutrag, vladar od boga  [...] je bil  [...] in je daroval bogu Tangri [...] ičirgu bojla  [...] zlato [...]

## Zapuščina
Madarski konjenik je upodobljen na lični strani bolgarskih kovancev za 1 do 50 stotink, kovanih leta 1999 in 2000.
29. junija 2008 je na javnem razpisu za vzorec bodočega bolgarskega evrskega kovanca zmagal Madarski konjenik s 25,44 odstotkov glasov.
Po zgodovinskem najdišču Madara je dobil ime Madara Peak na Livingstonovem otoku v Južnem šetlandskem otočju na Antarktiki.